# Zhou Chen
Zhou Chen ou Chou Ch'ēn ou Tcheou Tch'en, surnom: Shunqing, nom de pinceau: Dongcun, né vers 1450, originaire de Suzhou province de Jiangsu, mort vers 1535, est un peintre chinois.

## Biographie
Au début du XVIe siècle, alors même que l'art du professionnel et celui de l'amateur divergent au point que tout effort de rapprochement paraît condamné à l'avance, trois peintres étonnamment doués s'insèrent entre ces deux tendances. Plus éclectiques que les lettrés, ils reçoivent des influences de l'École de Wu, des maîtres Yuan et acceptent aussi des critères venus de l'académie et développent, à partir de tout cela, une manière personnelle. Il est fréquent d'évoquer ensemble ces trois hommes en raison, à la fois de la parenté de leur style, et de leurs proches relations mutuelles; ce sont Tang Yin (1470-1523) et leur maître à tous deux, Zhou Chen.
La vie de ce dernier est en fait celle d'un professionnel, mais par l'intermédiaire de Tang Yin, qui a ses entrées, il fréquente le cercle de  Wen Zhenming; certaines de ses œuvres ont d'ailleurs une saveur littéraire très nette. Son style est très marqué par le paysage de Li Tang (vers 1050- après 1130), ainsi que par la tradition de l'École Ma-Xia (vers 1190-1230). Cela est visible dans un  rouleau horizontal conservé à la Freer Gallery of Art de Washington, qui s'intitule Rêvant de l'immortalité dans une chaumière, en encre et couleurs sur papier.
La peinture est signée Tang Yin, mais elle est vraisemblablement de Zhou Chen; on y trouve, dans la forme des rochers et le traitement de leurs surfaces, dans les pins, dans la composition, des affinités avec Li Tang, tandis que certains traits appartiennent en propre à Zhou Chen, qui seront repris ensuite par Tang Yin, tels l'amour pour les contrastes de tons prononcés, notamment sur les rochers où ils déterminent des zones d'ombre et de lumière, la maîtrise technique du dessin, la puissance de conception, l'absence totale de maniérisme, rare dans la peinture post-Song.
Le sujet est emprunté à un poème de Bo Juyi: un homme rêve que des pratiques taoistes lui permettent d'atteindre l'Immortalité: il est représenté dormant dans un pavillon, puis, plus loin, libéré de son être physique, flottant vers la terre des Immortels qu'évoque un royaume aérien où l'espace domine, qui s'oppose au monde matériel superbement modelé. Le format en longueur est ici merveilleusement adapté.
Zhou Chen est également un excellent peintre de figures, doué d'un sens aigu d'observateur et de l'aspect humoristique, grotesque parfois, de l'humanité. Il peint sur le vif des mendiants, des diseurs de bonne aventure si typiques des rues de Suzhou, enfin le monde paysan, et ce sont peut-être ses meilleures peintures.

## Musées
- Boston (Mus. of Fine Arts):
  - Paysages avec hautes montagnes et pavillons, signé.
  - Deux hommes assis sous un arbre dans un ravin de montagne, signé.
- Cincinnati:
  - Pêcheur dans les roseaux.
- Cleveland (Art Mus.):
  - Mendiants et amuseurs de rue.
  - Pins et hautes montagnes, encre et couleurs légères sur soie, feuille d'album, attribution.
- Londres (Victoria and Albert Mus.):
  - Homme à cheval et voyageurs dans la montagne, éventail signé.
- Shanghai:
  - Invités arrivant au studio de montagne, couleurs sur soie, rouleau en hauteur.
- Stockholm (Nat. Mus.):
  - Han Xin et la vieille femme, signé.
- Taipei (Nat. Palace Mus.):
  - Paysage, sans nom, signé et daté 1534, d'après Dai Jin.
- Washington DC  (Freer Gallery of Art):
  - Rêvant de l'immortalité dans une chaumière, encre et couleurs sur papier, rouleau en longueur.